# Klage auf vorzugsweise Befriedigung
Die Klage auf vorzugsweise Befriedigung (auch Vorzugsklage genannt) ist eine prozessuale Gestaltungsklage aus dem Bereich des Zwangsvollstreckungsrechts gemäß § 805 ZPO.

## Normzweck und Anwendungsbereich
Mit der Klage auf vorzugsweise Befriedigung macht der Vollstreckungsgläubiger sein Recht auf vorrangige Befriedigung aus einer Pfändung geltend. Sie ist nur statthaft wegen einer Geldforderung in eine bewegliche Sache (Mobilie) und allein dem Pfandgläubiger eines vorrangigen besitzlosen Pfandrechts im Rahmen der Zwangsvollstreckung vorbehalten. Ziel der Klage ist somit die Vorwegbefriedigung aus dem Reinerlös der Pfandverwertung wegen eines ranghöheren (zumindest aber gleichrangigen) Pfand- oder Vorzugsrechts, was der in § 1232 Abs. 2 BGB enthaltenen gesetzlichen Wertung für rangnachstehende Pfandgläubiger entspricht. Die Klage auf vorzugsweise Befriedigung ist begründet, wenn dem Kläger an der gepfändeten beweglichen Sache das vorrangige (zumindest aber gleichrangige) Pfand- und Vorzugsrecht auch tatsächlich zusteht.
Als Pfandrechte in diesem Sinne kommen grundsätzlich drei Fälle in Betracht:
- vertragliche Pfandrechte
- gesetzliche Pfandrechte (sogenannte Einbringungspfandrechte)
- Pfändungspfandrechte (Pfandrecht an bereits gepfändeten Sachen)

Die Aktivlegitimation für die Klage hat derjenige, der das Pfand- und Vorzugsrecht für sich in Anspruch nimmt. Die Passivlegitimation liegt bei dem Gläubiger, für den die Pfändung erfolgt ist (Prozessparteien). Der Pfändungsschuldner braucht nicht mehr verklagt zu werden. Widerspricht der Schuldner allerdings einer Auskehr des Pfanderlöses, so muss der Gerichtsvollzieher den Erlös hinterlegen. Der Dritte kann mit seiner Klage auf vorzugsweise Befriedigung gegen den Vollstreckungsgläubiger daher eine Feststellungsklage beziehungsweise Klage auf Duldung der Zwangsvollstreckung (auch: Klage auf Duldung der Befriedigung aus dem Erlös) gegen den Vollstreckungsschuldner verbinden, da dieser der Auszahlung widersprochen hat. Vollstreckungsgläubiger und Vollstreckungsschuldner sind sogenannte einfache Streitgenossen (§ 805 Abs. 3 i. V. m. § 61 ZPO).

## Beispiel
Mieter M hat bei Vermieter V eine Wohnung angemietet. Mit dem Mietvertrag hat V ein Vermieterpfandrecht an den von M in die Wohnung eingebrachten Sachen. Rechtsgrundlage des Vermieterpfandrechts sind die §§ 562 ff. BGB. Sofern M jetzt beispielsweise den fälligen Mietzins nicht entrichtet, darf V die Entfernung der eingebrachten Sachen des M verhindern und bei Auszug von M in Besitz nehmen. Da V grundsätzlich aber keinen unmittelbaren Zugriff auf die Sachen des M hat, hat er ein sog. besitzloses Pfandrecht. Schuldet M nun dem Gläubiger G aus einem anderen Rechtsverhältnis Geld (Kaufvertrag, o. ä.) so kann G seine Forderung titulieren lassen und die Zwangsvollstreckung aus einem Pfändungspfandrecht in das Vermögen des M betreiben. Nunmehr besteht neben dem Vermieterpfandrecht des V die Beschlagnahme von Gegenständen zugunsten von G. Da G die Zwangsvollstreckung unmittelbar betreibt, bleibt V nur die Vorwegbefriedigung aus dem Erlös. Hierbei erleichtert das Gesetz dem V die Geltendmachung seines Rechts, da auf die Fälligkeit der Mietzinsforderung (als gesicherter Forderung) nicht abgestellt wird.

## Abgrenzung zu anderen Rechtsbehelfen
Im Gegensatz zur sog. Drittwiderspruchsklage (gem. § 771 ZPO) oder der Vollstreckungsgegenklage (gem. § 767 ZPO) handelt es sich bei der Klage auf vorzugsweise Befriedigung um kein Interventionsrecht. Mit ihr kann eine Zwangsvollstreckung nicht verhindert werden, sondern lediglich die Berücksichtigung eines vorrangigen Rechts auf den Erlös. Insoweit stellt sie ein „minus“ gegenüber der Drittwiderspruchsklage dar. Nach herrschender Meinung können daher widerspruchsberechtigte Pfandgläubiger anstelle der Drittwiderspruchsklage auch Vorzugsklage erheben.
Mittels vorläufigen Rechtsschutzes kann aber die Hinterlegung des Erlöses erzwungen werden.

## Rechtsschutzbedürfnis
Die Klage auf vorzugsweise Befriedigung ist statthaft, wenn ein vorrangiges Befriedigungsrecht besteht und die Vollstreckung in den Pfändungsgegenstand begonnen hat, noch währt und nicht abgeschlossen ist. Das Rechtsschutzbedürfnis besteht also dann, wenn das Ziel auf billigerem oder einfacherem Wege nicht zu erreichen ist, z. B. § 766 ZPO und allein über den Zeitraum ab Pfändung bis zur Auskehr des Erlöses an den Gläubiger. Ist dieser Zeitraum verstrichen, können bereicherungsrechtliche Ansprüche zum Ziel führen. Sofern die Voraussetzungen vorliegen, kommen auch Schadensersatzansprüche in Betracht.
Die hM verneint das Rechtsschutzbedürfnis im Gegenzug aber dann, wenn bei Klageerhebung auf vorzugsweise Befriedigung der Vorrang eines eigenen Pfändungspfandrechts gegenüber einem anderen Pfändungspfandrecht geltend gemacht wird. Dass ein solcher Anspruch versagt wird, beruht darauf, dass dann der Vorrang des Verteilungsverfahrens gem. § 872 ZPO greift. Im Übrigen wird grundsätzlich Vor- oder Gleichrangigkeit gegenüber dem Pfändungspfandrecht des Beklagten verlangt. Die Rangverhältnisse zwischen dem Pfand- und Vorzugsrecht richten sich nach § 804 ZPO. Innerhalb einer Gruppe gilt das Prioritätsprinzip, § 804 Abs. 3 ZPO.
Das Rechtsschutzbedürfnis fehlt auch dann, wenn der Pfandgläubiger dem Gerichtsvollzieher gegenüber in die Auszahlung des Verwertungserlöses an den pfändenden Gläubiger zugestimmt hat.

## Klageantrag
Der Klageantrag zielt darauf ab, dass der Kläger aus dem Reinerlös des gepfändeten Gegenstandes bis zur Höhe einer konkret zu beziffernden Forderung vor dem beklagten Gläubiger zu befriedigen ist.